# Drosera kenneallyi
Drosera kenneallyi (лат.) — плотоядное растение рода Росянка, эндемик региона Кимберли на севере Западной Австралии.

## Ботаническое описание
Листья растения представляют собой прикорневую розетку, прижатую к почве. Узкие продолговатые черешки, выходящие из центра розетки, обычно имеют ширину 1,5—2,2 мм в самом широком месте. Красные плотоядные листья на конце черешков мелкие эллиптические (диаметром 2—3 мм.) или широкояйцевидные. Длина соцветий 12,5—20,5 см. (5—8 дюймов). Белые цветки образуют кисти по 10—20 цветков. Цветёт растение с ноября по декабрь.[1]

## Распространение и местообитание
D. kenneallyi произрастает на плато Митчелл в регионе Кимберли на севере Западной Австралии. Распространена в районе, находящимся в 5 км (3,1 мили) на север от аэродрома «Митчелл-Плато» в супесчаных почвах по периметру заболоченного озера.

## Открытие
Впервые особи этого вида собраны в 1982 году Кевином Ф. Кеннелли, в честь которого и назван этот вид. В 1993 году Аллен Лоури отправился в Кимберли с экспедицией Landscope и собрал особей этого вида, введя его в научный обиход. Было подтверждено, что D. kenneallyi является самостоятельным видом подрода Drosera Lasiocephala. Лоури формально описал вид в 1996 году в журнале Nuytsia в разделе о гербарии Западной Австралии. В своём описании он отметил, что D. kenneallyi наиболее близок к Drosera falconeri, который встречается в сходных местообитаниях. D. kenneallyi можно отличить от D. falconeri по заметно более мелким листьям и более коротким соцветиям. Оба вида имеют много сходных фенотипических характеристик.